# Saxiglossum angustissimum
Saxiglossum angustissimum là một loài dương xỉ trong họ Polypodiaceae. Loài này được Giesenh. ex Diels Ching mô tả khoa học đầu tiên năm 1965.